# Stesso futuro
Stesso futuro è un brano di Piero Pelù, terzo ed ultimo singolo estratto, il 28 marzo 2003, dall'album U.D.S. - L'uomo della strada.
Come lato B del singolo è stato pubblicato il videoclip del brano Raga'n'roll bueno. Esso avrebbe dovuto essere il quarto singolo estratto da U.D.S. - L'uomo della strada, ma alla fine si scelse di non pubblicarlo.

## Tracce[1]
1. Stesso futuro
2. Raga'n'roll bueno
3. Raga'n'roll bueno (Videoclip)